# José María Núñez Piossek
José María Núñez Piossek (Concepción, 6 dicembre 1976) è un ex rugbista a 15 e imprenditore argentino, al 2011 miglior realizzatore internazionale di mete per i Pumas.

## Biografia
Nativo di Concepción, in provincia di Tucumán, Núñez Piossek crebbe nel locale club sportivo dell'Huirapuca, con il quale esordì nel campionato provinciale nel 1994; proveniente da una famiglia di agricoltori, fino al 2003 praticò il rugby a livello dilettantistico nel suo club in parallelo all'attività imprenditoriale.
Nel 2001 esordì in Nazionale argentina, contro l'Uruguay nel corso del Panamericano di quell'anno, e poche settimane più tardi il suo secondo incontro fu già contro un'avversaria di rilievo, la Nuova Zelanda a Christchurch; nel 2003 firmò il suo primo ingaggio da professionista, nella squadra inglese del Bristol, in cui iniziò a giocare subito dopo la fine della Coppa del Mondo di rugby 2003 in Australia, nel corso della quale Núñez Piossek disputò 3 incontri.
Dopo una stagione in Inghilterra giunse un triennio in Francia, prima al Castres dal 2004 al 2005, poi due stagioni al Bayonne fino al 2007; in quell'anno, a causa di un infortunio a un muscolo adduttore, non poté rendersi disponibile per la Coppa del Mondo in programma proprio in Francia, venendo rimpiazzato da Federico Martín Aramburú.
Tornato in Argentina per una stagione, alla fine del 2008 accettò un contratto in Celtic League da parte della formazione scozzese dei Glasgow Warriors; alla fine della stagione, dopo l'ennesimo infortunio, Núñez Piossek dichiarò di essersi «stancato» e che, in assenza di una offerta dalla Scozia, si sarebbe ritirato, cosa che poi in seguito fece, per tornare a tempo pieno all'attività imprenditoriale di famiglia.
Al momento del suo ritiro era il miglior realizzatore internazionale di mete per l'Argentina, con 29 (di cui 9 segnate in un solo incontro, con il Paraguay), primato al 2011 non ancora superato.
Tra gli ultimi incontri a cui Núñez Piossek ha preso parte figura quello, di beneficenza, organizzato a Milano dall'Amatori a maggio 2009 per raccogliere fondi in favore dei terremotati aquilani del 6 aprile precedente.

## Palmarès
- Campionati sudamericani: 3
Argentina: 2002, 2003, 2004